# Frederik von Gersdorff
Frederik von Gersdorff (* 11. Januar 1651 in Norwegen; † 6. Mai 1724 bei Kjærgaard) war ein dänischer Generalleutnant.

## Leben

### Herkunft
Frederik war Angehöriger des Geschlechts von Gersdorff. Seine Eltern waren der dänische Oberst Christoph Friedrich von Gersdorff († vor 1682) und die Dorthe Giedde (1625–1651), Tochter des Reichsadmirals Ove Gjedde (1594–1660). Der Feldmarschall Freiherr Hannibal von Degenfeld (1648–1691) war mit seiner Schwester Anna Marie von Gersdorff vermählt, und somit sein Schwager.

### Laufbahn
Er begann seine Laufbahn in Norwegen in des Vaters Regiment, wo er bis 1674 diente. Während des Schonenkrieges war er bei der Leibgarde zu Pferd (Hestgarden) und avancierte 1677 zum Rittmeister. 1678 wurde er Oberstleutnant im 2. Infanterieregiment in Jütland, wechselte aber bald zum Marine-Regiment wo er 1684 zum Oberst aufstieg. Im Jahr 1693 war er Brigadier. Seine Beförderung zum Generalmajor erfolgte 1699, verbunden mit der Sendung nach Norwegen. Bereits im darauffolgenden Jahr kehrte er jedoch als Inspektor der Infanterieregimenter in Jütland und Fünen Infanterie-Regiment zurück. Als stellvertretenden Kommandeur der dänischen Hilfstruppen in dem kaiserlichen Dienst nahm er am Feldzug in Siebenbürgen teil wo er sich am 11. August 1705 in der Schlacht bei Szilagy-Somlyo besonders auszeichnete. Wiederholt übernahm er vorübergehend das Kommando des Korps, das dreimal hintereinander durch seinen Chef verloren hatte (Trampe, Harboe, Ahlefeldt). Schließlich avancierte er 1708 zum Generalleutnant und wurde zum Chef des Korps ernannt. 1709 wurde er Ritter des Dannebrogorden. Während der Winterkampagne in Schonen (1709–1710) war er Stellvertreter von Graf Christian Detlev von Reventlow. Hiernach wurde er nach den Niederlanden, um dort in gleicher Position unter Carl Rudolf von Württemberg bis 1713 am spanischen Erbfolgekrieg teilzunehmen. Mit dem Titel eines Geheimrats lebte er fortan auf seinem Gut Bramstrup auf Fünen. Gersdorff wurde in der Hunderup Kirche beigesetzt.

### Familie
Gersdorff war in erster Ehe 1683 mit Baronesse Sophie Juel († 1685), einer Tochter von Baron Jens Juel (1631–1700). In zweiter Ehe vermählte er sich 1685 mit der Edel Margrethe Krag (1663–1738), einer Tochter des Geheimrates Erik Krag (1620–1672) auf Bramminge und Lydum und der Vibeke Rosenkrantz. Aus zweiter Ehe sind die sechs nachstehenden Kinder hervorgegangen. Die von ihm gestiftete Linie ist im Jahre 1882 erloschen.
- Ide Sophie (1786–1726), ⚭ [1700] Hans Brockenhuus-Løwenhielm (1679–1734), dänischer Generalmajor
- Vibeke Dorothea (1687–1720), ⚭I 1702 Baron Jørgen Gyldenkrone (1682–1714), dänischer Kapitän; ⚭II 1715 Gotfred von Pentz (1672–1726), Stiftshauptmann in Aalborg
- Edel Margrethe (1689–1710), ⚭ 1705 Joachim von Gersdorff (1677–1745), Konferenzrat
- Erik (1691–1692)
- Christian Frederik  (1697–1759), dänischer Oberstleutnant, ⚭I 1723 Comtesse Anne Trolle Holck (1700–1728); ⚭I 1729 Pallene Trolle Urne (1711–1776)
- Christoph Frederik (1699–1748), dänischer Oberstleutnant, ⚭ 1733 Margrethe Rosenørn (1715–1786)